# کلوزورث
کلوزورث (به انگلیسی: Closworth) یک روستا و محله مدنی در بریتانیا است که در سامرست جنوبی واقع شده‌است. کلوزورث ۲۲۰ نفر جمعیت دارد.